# ایستگاه متروی تمپل
ایستگاه متروی تمپل (انگلیسی: Temple tube station) یکی از ایستگاه‌های متروی لندن است.
این ایستگاه که در شهر وست‌مینستر قرار دارد در سال ۱۸۷۰ تأسیس شده و جزئی از خط سیرکل و خط ناحیه متروی لندن می‌باشد.

## نگارخانه

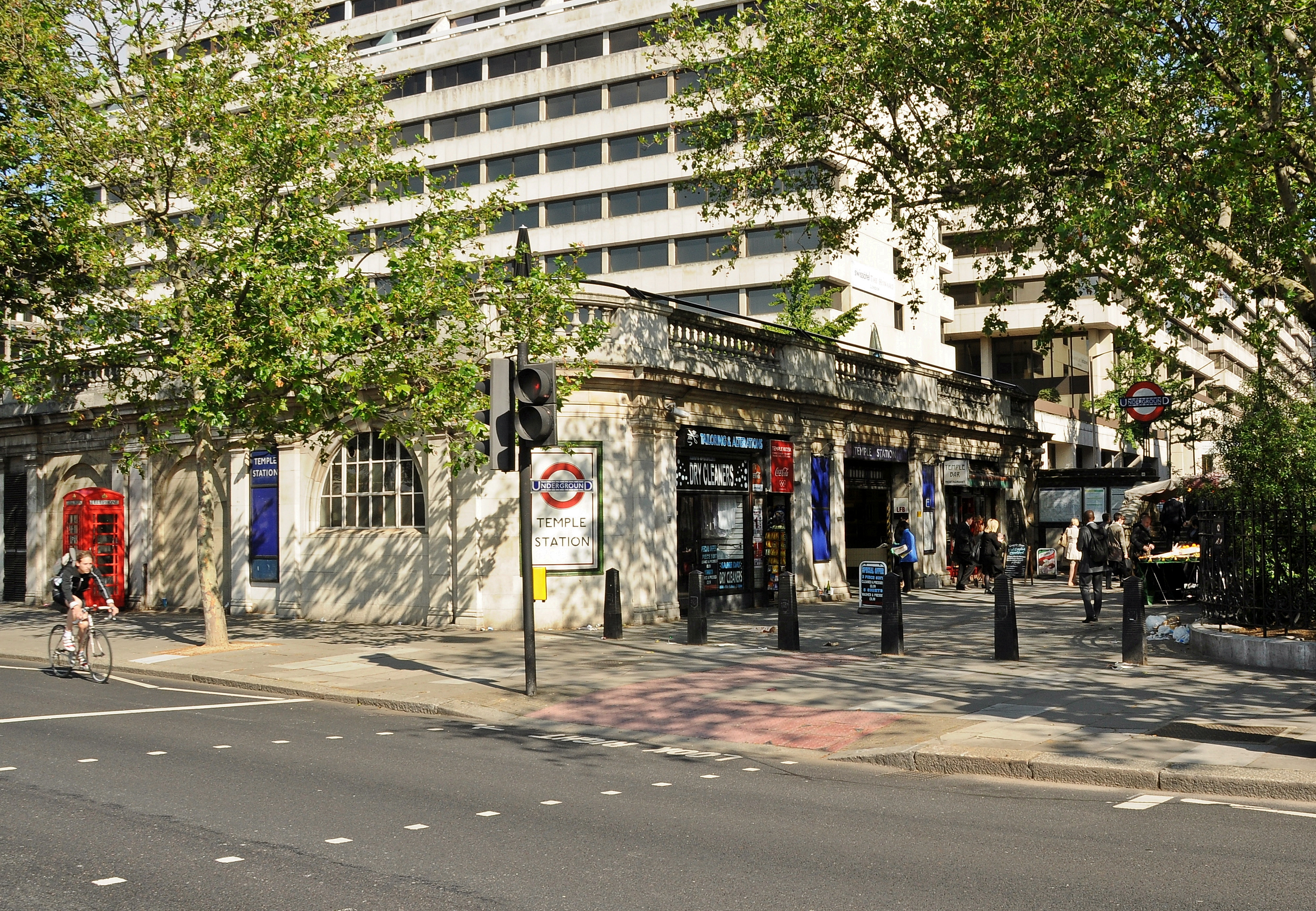
ساختمان ایستگاه، ۲۰۱۲
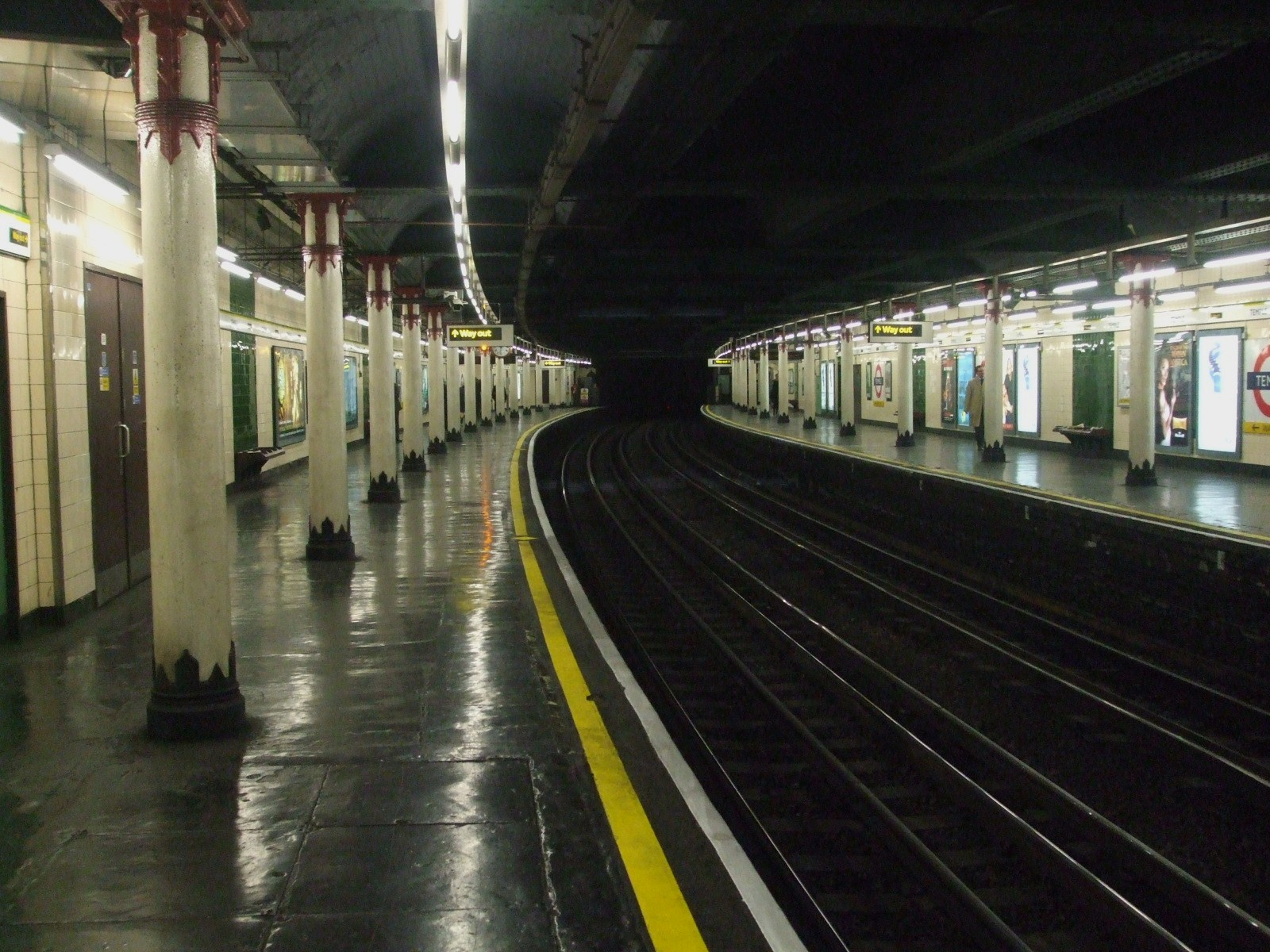
سکو ایستگاه
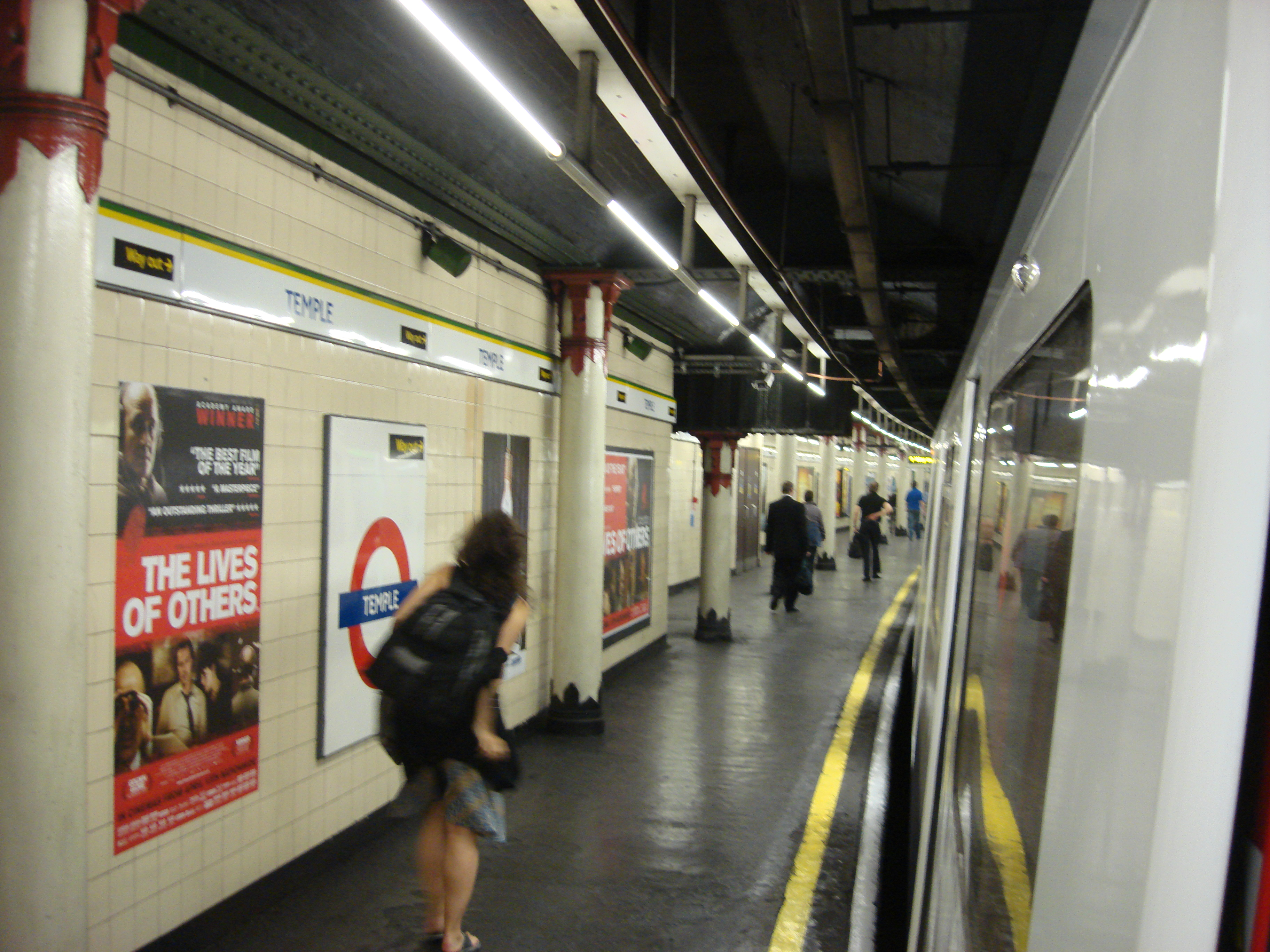
سکو ایستگاه